# Anton Straver
Anton Straver (5 de marzo de 1945) es un expiloto de motociclismo holandés, que disputó el  Campeonato del Mundo de Motociclismo entre 1979 y 1988. Aparte de esto, Straver se proclamó en cuatro ocasiones campeón de velocidad de los Países Bajos de la cilindrada de 125 cc (1981. 1984, 1985 y 1987) y en dos ocasiones campeón de la NMB Cup (1978 y 1980).
Su hijo, Edwin Straver también era piloto de motociclismo. Edwin se proclamó campeón del Rally Dakar de 2019 en la categoría de "Original" y que murió trágicamente en la edición siguiente después de sufrir un accidente en la undécima etapa.

## Resultados

### Campeonato del Mundo de Motociclismo

#### Carreras por año
Sistema de puntos desde 1969 a 1987:
| Posición | 1.º | 2.º | 3.º | 4.º | 5.º | 6.º | 7.º | 8.º | 9.º | 10.º |
| Puntos   | 15  | 12  | 10  | 8   | 6   | 5   | 4   | 3   | 2   | 1    |

(Carreras en negrita indica pole position, carreras en cursiva indica vuelta rápida)
| Año  | Cat.  | Equipo     | Moto    | 1       | 2      | 3       | 4       | 5       | 6       | 7       | 8        | 9      | 10      | 11      | 12    | 13    | 14    | Pts. | Pos. |
| ---- | ----- | ---------- | ------- | ------- | ------ | ------- | ------- | ------- | ------- | ------- | -------- | ------ | ------- | ------- | ----- | ----- | ----- | ---- | ---- |
| 1979 | 125cc | Morbidelli | VEN -   | AUT -   | GER -  | NAT -   | ESP -   | YUG -   | NED -   | BEL 7   | SWE -    | FIN -  | GBR 16  | CZE -   | FRA - |       |       | 4    | 33.º |
| 1980 | 125cc | Morbidelli | NAT Ret | ESP 12  | FRA -  | YUG -   | NED 10  | BEL 16  | FIN -   | GBR -   | CZE -    | GER 20 |         |         |       |       |       | 0    | -    |
| 1981 | 125cc | MBA        | ARG -   | AUT 13  | GER 16 | NAT Ret | FRA DNS | ESP -   | YUG -   | NED 16  |          | RSM 12 | GBR 13  | FIN 8   | SWE 6 |       |       | 8    | 20.º |
| 1982 | 125cc | MBA        | ARG -   | AUT -   | FRA -  | ESP -   | NAT -   | NED 17  | BEL 15  | YUG Ret | GBR 15   | SWE 14 | FIN 7   | CZE Ret |       |       |       | 4    | 22.º |
| 1983 | 125cc | MBA        |         | FRA -   | NAT 21 | GER -   | ESP 15  | AUT 22  | YUG 12  | NED 18  | BEL -    | GBR 14 | SWE 15  | RSM 10  |       |       |       | 1    | 28.º |
| 1984 | 125cc | MBA        | RSA -   | NAT -   | ESP -  | AUT -   | GER -   | FRA -   | YUG -   | NED 10  | BEL -    | GBR -  | SWE -   | RSM -   |       |       |       | 1    | 23.º |
| 1985 | 125cc | MBA        |         | ESP DNS | GER 19 | NAT Ret | AUT 14  |         | NED 19  | BEL 14  | FRA >DNS | GBR 12 | SWE Ret | RSM 19  |       |       |       | 0    | -    |
| 1986 | 125cc | MBA        | SPA -   | NAT -   | GER -  | AUT -   |         | NED Ret | BEL 13  | FRA 20  | GBR Ret  | SWE -  | RSM -   |         |       |       |       | 0    | -    |
| 1987 | 125cc | MBA        |         | ESP -   | GER -  | NAT -   | AUT -   | YUG -   | NED Ret | FRA -   | GBR -    | SWE -  | CZE -   | RSM -   | POR - | BRA - | ARG - | 0    | -    |
| 1988 | 125cc | Honda      | JPN -   | USA -   | ESP -  | EXP -   | NAT -   | GER -   | AUT -   | NED DNQ | BEL -    | YUG -  | FRA -   | GBR -   | SWE - | CZE - | BRA - | 0    | -    |